# Peter Horák
Peter Horák (ur. 7 grudnia 1983 w Bratysławie) – słowacki lekkoatleta, specjalizujący się w skoku wzwyż.
Regularnie reprezentuje Słowację na największych międzynarodowych imprezach, przeważnie kończąc jednak starty na eliminacjach. W 2008 brał udział w igrzyskach olimpijskich w Pekinie, 33. miejsce w eliminacjach nie dało mu awansu do finału. Wartościowe rezultaty odnosił reprezentując swój kraj w pucharze Europy (m.in. 2. miejsce w II lidze w 2006) oraz podczas drużynowych mistrzostw Europy (2. lokata podczas II ligi w 2009 oraz 1. miejsce na zawodach drugiej ligi w 2010). Wielokrotny złoty medalista mistrzostw kraju.

## Rekordy życiowe
- skok wzwyż – 2,28 (2009)
- skok wzwyż (hala) – 2,30 (2007)